# Список десятилетий
| Века                | Десятилетия          | Десятилетия          | Десятилетия          | Десятилетия          | Десятилетия          | Десятилетия          | Десятилетия          | Десятилетия          | Десятилетия          | Десятилетия          |
| ------------------- | -------------------- | -------------------- | -------------------- | -------------------- | -------------------- | -------------------- | -------------------- | -------------------- | -------------------- | -------------------- |
| XXXII век до н. э.  | 3190-е годы до н. э. | 3180-е годы до н. э. | 3170-е годы до н. э. | 3160-е годы до н. э. | 3150-е годы до н. э. | 3140-е годы до н. э. | 3130-е годы до н. э. | 3120-е годы до н. э. | 3110-е годы до н. э. | 3100-е годы до н. э. |
| XXXI век до н. э.   | 3090-е годы до н. э. | 3080-е годы до н. э. | 3070-е годы до н. э. | 3060-е годы до н. э. | 3050-е годы до н. э. | 3040-е годы до н. э. | 3030-е годы до н. э. | 3020-е годы до н. э. | 3010-е годы до н. э. | 3000-е годы до н. э. |
| XXX век до н. э.    | 2990-е годы до н. э. | 2980-е годы до н. э. | 2970-е годы до н. э. | 2960-е годы до н. э. | 2950-е годы до н. э. | 2940-е годы до н. э. | 2930-е годы до н. э. | 2920-е годы до н. э. | 2910-е годы до н. э. | 2900-е годы до н. э. |
| XXIX век до н. э.   | 2890-е годы до н. э. | 2880-е годы до н. э. | 2870-е годы до н. э. | 2860-е годы до н. э. | 2850-е годы до н. э. | 2840-е годы до н. э. | 2830-е годы до н. э. | 2820-е годы до н. э. | 2810-е годы до н. э. | 2800-е годы до н. э. |
| XXVIII век до н. э. | 2790-е годы до н. э. | 2780-е годы до н. э. | 2770-е годы до н. э. | 2760-е годы до н. э. | 2750-е годы до н. э. | 2740-е годы до н. э. | 2730-е годы до н. э. | 2720-е годы до н. э. | 2710-е годы до н. э. | 2700-е годы до н. э. |
| XXVII век до н. э.  | 2690-е годы до н. э. | 2680-е годы до н. э. | 2670-е годы до н. э. | 2660-е годы до н. э. | 2650-е годы до н. э. | 2640-е годы до н. э. | 2630-е годы до н. э. | 2620-е годы до н. э. | 2610-е годы до н. э. | 2600-е годы до н. э. |
| XXVI век до н. э.   | 2590-е годы до н. э. | 2580-е годы до н. э. | 2570-е годы до н. э. | 2560-е годы до н. э. | 2550-е годы до н. э. | 2540-е годы до н. э. | 2530-е годы до н. э. | 2520-е годы до н. э. | 2510-е годы до н. э. | 2500-е годы до н. э. |
| XXV век до н. э.    | 2490-е годы до н. э. | 2480-е годы до н. э. | 2470-е годы до н. э. | 2460-е годы до н. э. | 2450-е годы до н. э. | 2440-е годы до н. э. | 2430-е годы до н. э. | 2420-е годы до н. э. | 2410-е годы до н. э. | 2400-е годы до н. э. |
| XXIV век до н. э.   | 2390-е годы до н. э. | 2380-е годы до н. э. | 2370-е годы до н. э. | 2360-е годы до н. э. | 2350-е годы до н. э. | 2340-е годы до н. э. | 2330-е годы до н. э. | 2320-е годы до н. э. | 2310-е годы до н. э. | 2300-е годы до н. э. |
| XXIII век до н. э.  | 2290-е годы до н. э. | 2280-е годы до н. э. | 2270-е годы до н. э. | 2260-е годы до н. э. | 2250-е годы до н. э. | 2240-е годы до н. э. | 2230-е годы до н. э. | 2220-е годы до н. э. | 2210-е годы до н. э. | 2200-е годы до н. э. |
| XXII век до н. э.   | 2190-е годы до н. э. | 2180-е годы до н. э. | 2170-е годы до н. э. | 2160-е годы до н. э. | 2150-е годы до н. э. | 2140-е годы до н. э. | 2130-е годы до н. э. | 2120-е годы до н. э. | 2110-е годы до н. э. | 2100-е годы до н. э. |
| XXI век до н. э.    | 2090-е годы до н. э. | 2080-е годы до н. э. | 2070-е годы до н. э. | 2060-е годы до н. э. | 2050-е годы до н. э. | 2040-е годы до н. э. | 2030-е годы до н. э. | 2020-е годы до н. э. | 2010-е годы до н. э. | 2000-е годы до н. э. |
| XX век до н. э.     | 1990-е годы до н. э. | 1980-е годы до н. э. | 1970-е годы до н. э. | 1960-е годы до н. э. | 1950-е годы до н. э. | 1940-е годы до н. э. | 1930-е годы до н. э. | 1920-е годы до н. э. | 1910-е годы до н. э. | 1900-е годы до н. э. |
| XIX век до н. э.    | 1890-е годы до н. э. | 1880-е годы до н. э. | 1870-е годы до н. э. | 1860-е годы до н. э. | 1850-е годы до н. э. | 1840-е годы до н. э. | 1830-е годы до н. э. | 1820-е годы до н. э. | 1810-е годы до н. э. | 1800-е годы до н. э. |
| XVIII век до н. э.  | 1790-е годы до н. э. | 1780-е годы до н. э. | 1770-е годы до н. э. | 1760-е годы до н. э. | 1750-е годы до н. э. | 1740-е годы до н. э. | 1730-е годы до н. э. | 1720-е годы до н. э. | 1710-е годы до н. э. | 1700-е годы до н. э. |
| XVII век до н. э.   | 1690-е годы до н. э. | 1680-е годы до н. э. | 1670-е годы до н. э. | 1660-е годы до н. э. | 1650-е годы до н. э. | 1640-е годы до н. э. | 1630-е годы до н. э. | 1620-е годы до н. э. | 1610-е годы до н. э. | 1600-е годы до н. э. |
| XVI век до н. э.    | 1590-е годы до н. э. | 1580-е годы до н. э. | 1570-е годы до н. э. | 1560-е годы до н. э. | 1550-е годы до н. э. | 1540-е годы до н. э. | 1530-е годы до н. э. | 1520-е годы до н. э. | 1510-е годы до н. э. | 1500-е годы до н. э. |
| XV век до н. э.     | 1490-е годы до н. э. | 1480-е годы до н. э. | 1470-е годы до н. э. | 1460-е годы до н. э. | 1450-е годы до н. э. | 1440-е годы до н. э. | 1430-е годы до н. э. | 1420-е годы до н. э. | 1410-е годы до н. э. | 1400-е годы до н. э. |
| XIV век до н. э.    | 1390-е годы до н. э. | 1380-е годы до н. э. | 1370-е годы до н. э. | 1360-е годы до н. э. | 1350-е годы до н. э. | 1340-е годы до н. э. | 1330-е годы до н. э. | 1320-е годы до н. э. | 1310-е годы до н. э. | 1300-е годы до н. э. |
| XIII век до н. э.   | 1290-е годы до н. э. | 1280-е годы до н. э. | 1270-е годы до н. э. | 1260-е годы до н. э. | 1250-е годы до н. э. | 1240-е годы до н. э. | 1230-е годы до н. э. | 1220-е годы до н. э. | 1210-е годы до н. э. | 1200-е годы до н. э. |
| XII век до н. э.    | 1190-е годы до н. э. | 1180-е годы до н. э. | 1170-е годы до н. э. | 1160-е годы до н. э. | 1150-е годы до н. э. | 1140-е годы до н. э. | 1130-е годы до н. э. | 1120-е годы до н. э. | 1110-е годы до н. э. | 1100-е годы до н. э. |
| XI век до н. э.     | 1090-е годы до н. э. | 1080-е годы до н. э. | 1070-е годы до н. э. | 1060-е годы до н. э. | 1050-е годы до н. э. | 1040-е годы до н. э. | 1030-е годы до н. э. | 1020-е годы до н. э. | 1010-е годы до н. э. | 1000-е годы до н. э. |
| X век до н. э.      | 990-е годы до н. э.  | 980-е годы до н. э.  | 970-е годы до н. э.  | 960-е годы до н. э.  | 950-е годы до н. э.  | 940-е годы до н. э.  | 930-е годы до н. э.  | 920-е годы до н. э.  | 910-е годы до н. э.  | 900-е годы до н. э.  |
| IX век до н. э.     | 890-е годы до н. э.  | 880-е годы до н. э.  | 870-е годы до н. э.  | 860-е годы до н. э.  | 850-е годы до н. э.  | 840-е годы до н. э.  | 830-е годы до н. э.  | 820-е годы до н. э.  | 810-е годы до н. э.  | 800-е годы до н. э.  |
| VIII век до н. э.   | 790-е годы до н. э.  | 780-е годы до н. э.  | 770-е годы до н. э.  | 760-е годы до н. э.  | 750-е годы до н. э.  | 740-е годы до н. э.  | 730-е годы до н. э.  | 720-е годы до н. э.  | 710-е годы до н. э.  | 700-е годы до н. э.  |
| VII век до н. э.    | 690-е годы до н. э.  | 680-е годы до н. э.  | 670-е годы до н. э.  | 660-е годы до н. э.  | 650-е годы до н. э.  | 640-е годы до н. э.  | 630-е годы до н. э.  | 620-е годы до н. э.  | 610-е годы до н. э.  | 600-е годы до н. э.  |
| VI век до н. э.     | 590-е годы до н. э.  | 580-е годы до н. э.  | 570-е годы до н. э.  | 560-е годы до н. э.  | 550-е годы до н. э.  | 540-е годы до н. э.  | 530-е годы до н. э.  | 520-е годы до н. э.  | 510-е годы до н. э.  | 500-е годы до н. э.  |
| V век до н. э.      | 490-е годы до н. э.  | 480-е годы до н. э.  | 470-е годы до н. э.  | 460-е годы до н. э.  | 450-е годы до н. э.  | 440-е годы до н. э.  | 430-е годы до н. э.  | 420-е годы до н. э.  | 410-е годы до н. э.  | 400-е годы до н. э.  |
| IV век до н. э.     | 390-е годы до н. э.  | 380-е годы до н. э.  | 370-е годы до н. э.  | 360-е годы до н. э.  | 350-е годы до н. э.  | 340-е годы до н. э.  | 330-е годы до н. э.  | 320-е годы до н. э.  | 310-е годы до н. э.  | 300-е годы до н. э.  |
| III век до н. э.    | 290-е годы до н. э.  | 280-е годы до н. э.  | 270-е годы до н. э.  | 260-е годы до н. э.  | 250-е годы до н. э.  | 240-е годы до н. э.  | 230-е годы до н. э.  | 220-е годы до н. э.  | 210-е годы до н. э.  | 200-е годы до н. э.  |
| II век до н. э.     | 190-е годы до н. э.  | 180-е годы до н. э.  | 170-е годы до н. э.  | 160-е годы до н. э.  | 150-е годы до н. э.  | 140-е годы до н. э.  | 130-е годы до н. э.  | 120-е годы до н. э.  | 110-е годы до н. э.  | 100-е годы до н. э.  |
| I век до н. э.      | 90-е годы до н. э.   | 80-е годы до н. э.   | 70-е годы до н. э.   | 60-е годы до н. э.   | 50-е годы до н. э.   | 40-е годы до н. э.   | 30-е годы до н. э.   | 20-е годы до н. э.   | 10-е годы до н. э.   | 0-е годы до н. э.    |
| I век               | 0-е годы             | 10-е годы            | 20-е годы            | 30-е годы            | 40-е годы            | 50-е годы            | 60-е годы            | 70-е годы            | 80-е годы            | 90-е годы            |
| II век              | 100-е годы           | 110-е годы           | 120-е годы           | 130-е годы           | 140-е годы           | 150-е годы           | 160-е годы           | 170-е годы           | 180-е годы           | 190-е годы           |
| III век             | 200-е годы           | 210-е годы           | 220-е годы           | 230-е годы           | 240-е годы           | 250-е годы           | 260-е годы           | 270-е годы           | 280-е годы           | 290-е годы           |
| IV век              | 300-е годы           | 310-е годы           | 320-е годы           | 330-е годы           | 340-е годы           | 350-е годы           | 360-е годы           | 370-е годы           | 380-е годы           | 390-е годы           |
| V век               | 400-е годы           | 410-е годы           | 420-е годы           | 430-е годы           | 440-е годы           | 450-е годы           | 460-е годы           | 470-е годы           | 480-е годы           | 490-е годы           |
| VI век              | 500-е годы           | 510-е годы           | 520-е годы           | 530-е годы           | 540-е годы           | 550-е годы           | 560-е годы           | 570-е годы           | 580-е годы           | 590-е годы           |
| VII век             | 600-е годы           | 610-е годы           | 620-е годы           | 630-е годы           | 640-е годы           | 650-е годы           | 660-е годы           | 670-е годы           | 680-е годы           | 690-е годы           |
| VIII век            | 700-е годы           | 710-е годы           | 720-е годы           | 730-е годы           | 740-е годы           | 750-е годы           | 760-е годы           | 770-е годы           | 780-е годы           | 790-е годы           |
| IX век              | 800-е годы           | 810-е годы           | 820-е годы           | 830-е годы           | 840-е годы           | 850-е годы           | 860-е годы           | 870-е годы           | 880-е годы           | 890-е годы           |
| X век               | 900-е годы           | 910-е годы           | 920-е годы           | 930-е годы           | 940-е годы           | 950-е годы           | 960-е годы           | 970-е годы           | 980-е годы           | 990-е годы           |
| XI век              | 1000-е годы          | 1010-е годы          | 1020-е годы          | 1030-е годы          | 1040-е годы          | 1050-е годы          | 1060-е годы          | 1070-е годы          | 1080-е годы          | 1090-е годы          |
| XII век             | 1100-е годы          | 1110-е годы          | 1120-е годы          | 1130-е годы          | 1140-е годы          | 1150-е годы          | 1160-е годы          | 1170-е годы          | 1180-е годы          | 1190-е годы          |
| XIII век            | 1200-е годы          | 1210-е годы          | 1220-е годы          | 1230-е годы          | 1240-е годы          | 1250-е годы          | 1260-е годы          | 1270-е годы          | 1280-е годы          | 1290-е годы          |
| XIV век             | 1300-е годы          | 1310-е годы          | 1320-е годы          | 1330-е годы          | 1340-е годы          | 1350-е годы          | 1360-е годы          | 1370-е годы          | 1380-е годы          | 1390-е годы          |
| XV век              | 1400-е годы          | 1410-е годы          | 1420-е годы          | 1430-е годы          | 1440-е годы          | 1450-е годы          | 1460-е годы          | 1470-е годы          | 1480-е годы          | 1490-е годы          |
| XVI век             | 1500-е годы          | 1510-е годы          | 1520-е годы          | 1530-е годы          | 1540-е годы          | 1550-е годы          | 1560-е годы          | 1570-е годы          | 1580-е годы          | 1590-е годы          |
| XVII век            | 1600-е годы          | 1610-е годы          | 1620-е годы          | 1630-е годы          | 1640-е годы          | 1650-е годы          | 1660-е годы          | 1670-е годы          | 1680-е годы          | 1690-е годы          |
| XVIII век           | 1700-е годы          | 1710-е годы          | 1720-е годы          | 1730-е годы          | 1740-е годы          | 1750-е годы          | 1760-е годы          | 1770-е годы          | 1780-е годы          | 1790-е годы          |
| XIX век             | 1800-е годы          | 1810-е годы          | 1820-е годы          | 1830-е годы          | 1840-е годы          | 1850-е годы          | 1860-е годы          | 1870-е годы          | 1880-е годы          | 1890-е годы          |
| XX век              | 1900-е годы          | 1910-е годы          | 1920-е годы          | 1930-е годы          | 1940-е годы          | 1950-е годы          | 1960-е годы          | 1970-е годы          | 1980-е годы          | 1990-е годы          |
| XXI век             | 2000-е годы          | 2010-е годы          | 2020-е годы          | 2030-е годы          | 2040-е годы          | 2050-е годы          | 2060-е годы          | 2070-е годы          | 2080-е годы          | 2090-е годы          |
| XXII век            | 2100-е годы          | 2110-е годы          | 2120-е годы          | 2130-е годы          | 2140-е годы          | 2150-е годы          | 2160-е годы          | 2170-е годы          | 2180-е годы          | 2190-е годы          |
| XXIII век           | 2200-е годы          | 2210-е годы          | 2220-е годы          | 2230-е годы          | 2240-е годы          | 2250-е годы          | 2260-е годы          | 2270-е годы          | 2280-е годы          | 2290-е годы          |
| XXIV век            | 2300-е годы          | 2310-е годы          | 2320-е годы          | 2330-е годы          | 2340-е годы          | 2350-е годы          | 2360-е годы          | 2370-е годы          | 2380-е годы          | 2390-е годы          |
| XXV век             | 2400-е годы          | 2410-е годы          | 2420-е годы          | 2430-е годы          | 2440-е годы          | 2450-е годы          | 2460-е годы          | 2470-е годы          | 2480-е годы          | 2490-е годы          |